# بوچی امچتا
بوچی امچتا (انگلیسی: Buchi Emecheta؛ ۲۱ ژوئیه ۱۹۴۴ – ۲۵ ژانویهٔ ۲۰۱۷)؛ رمان‌نویس برجسته و نویسنده ادبیات کودک و نوجوان اهل نیجریه بود. وی از سال ۱۹۶۰ میلادی در بریتانیا اقامت گزید. بود. وی نویسنده بیش‌از ۲۰ کتاب از جمله شهروند درجه دوم (۱۹۷۴)، بهای عروس (۱۹۷۶)، دختر برده (۱۹۷۷) و لذت مادری (۱۹۷۹) است.
امچتا ۲۱ ژوئیه ۱۹۴۴، در لاگوس، نیجریه به دنیا آمد. در ۱۱ سالگی و هنگامی که دانش‌آموز بود به عقد سیلوستر آنوردی درآمد. به همراه همسرش در ۱۹۶۰ میلادی به لندن نقل‌مکان کرد. او در مدت شش سال، پنج فرزند به دنیا آورد. امچتا در رمان زندگی‌نامه‌ای خود با عنوان «شهروند درجه دو» به ازدواج ناموفق و رفتار گاه خشونت‌بار همسرش پرداخته است. در این کتاب آمده که همسرش دست‌نوشته‌های یکی از کتاب‌های او را سوزاند. در سن ۲۲ سالگی همسرش را ترک کرد و برای سرپرستی پنج فرزندش مشغول به کار شد. در همین سال‌ها در رشته جامعه‌شناسی از دانشگاه لندن فارغ‌التحصیل شد.
امچتا در سال ۲۰۰۵ به پاس‌داشت فعالیت‌های هنری و ادبی خود، مقام شوالیه سلطنتی انگلستان را دریافت کرد.
بوچی امچتا در ۲۰۱۰ میلادی دچار سکته مغزی شد و در ۲۵ ژانویه ۲۰۱۷ در سن ۷۲ سالگی در لندن درگذشت.